# Ñemby
Ñemby es una de las ciudades del Departamento Central de Paraguay, que integra el Gran Asunción, área constituida por la capital del país, Asunción, y sus ciudades periféricas. Ñemby, que anteriormente era conocida como "La Frontera", se remonta a la época de la colonización española. Se cree que la denominación «Ñemby» ya estaba en uso antes de la llegada de los españoles, y se asoció con la comunidad indígena cario guaraní que habitaba la actual Asunción y sus alrededores.La traducción del término Ñemby al español fue «Frontera», lo que resultó en el uso de ambos nombres para describir la región habitada por los carios asuncenos.Según las fuentes históricas, el 15 de agosto de 1537 Juan de Salazar y Espinoza fundó la casa fuerte de Asunción en el paraje de La Frontera.  A medida que el tiempo avanzó, La Frontera fue subdividida y dio origen a varios pueblos y ciudades, como Villeta, Ypané, Guarambaré, Lambaré, San Antonio, Villa Elisa, San Lorenzo y Fernando de la Mora. En 1718, se fundó la capilla de San Lorenzo en La Frontera, y a partir de entonces, el área comenzó a llamarse San Lorenzo de La Frontera.
Inicialmente, Ñemby era una localidad rural con una economía centrada en la agricultura y la ganadería. Sin embargo, a lo largo de las décadas, ha experimentado un desarrollo urbano considerable y se ha convertido en una ciudad con una destacada actividad comercial, industrial y residencial. Se han construido infraestructuras y servicios para satisfacer las necesidades de su creciente población.
Según datos del Instituto Nacional de Estadística, la población de Ñemby reportada en la última estadística disponible es de 116.383 habitantes. La ciudad cuenta con una variedad de barrios, establecimientos comerciales, instituciones educativas y espacios recreativos para sus residentes. Este crecimiento demográfico y desarrollo económico reflejan el progreso experimentado por Ñemby en los últimos años.

## Toponimia
El origen del topónimo Ñemby ha generado diversas teorías a lo largo del tiempo. Una de ellas sugiere que podría haber provenido del nombre del cacique Ñemby, un jefe cario que gobernaba en la comarca de Ñemby a la llegada de los conquistadores. Otra idea sobre el origen de Ñemby sugiere que podría haber surgido de la expresión guaraní "Ñe’e ñemimby", que con el tiempo se habría modificado hasta llegar a "Ñeemby" y, finalmente, transformarse en el nombre actual "Ñemby".  También se ha propuesto que podría ser una combinación de las palabras guaraníes "ñe’ê" (hablar) y "mby" (dulce), significando posiblemente "hablar dulce". En la actualidad el término "Ñemby" significa Sur.  Esta conexión lingüística es relevante al considerar que el conocido término Mercosur, o Mercado Común del Sur, se traduce al guaraní como "Ñemby Nemuha", destacando así su orientación geográfica hacia el sur. 
Sin embargo, en el pasado, el término Ñemby, también registrado ocasionalmente como Ñembi, estuvo asociado a diferentes significados. En 1639, el jesuita Antonio Ruiz de Montoya mencionó en su obra "Tesoro de la Lengua Guaraní" que Ñembi significaba abajo.Por otro lado, el demarcador español Juan Francisco Aguirre, en su diario del 3 de octubre de 1794, asoció Ñemby con La Frontera al señalar: 

"Pasé el arroyo de La Frontera (en guaraní Ñemby)".

A lo largo de la historia, toponímicamente hablando, Ñemby ha sido frecuentemente vinculado con el concepto de Frontera o La Frontera, indicando una relación geográfica o histórica con este término.  De esta manera, el pueblo ha sido conocido históricamente con nombres bilingües: "La Frontera" en castellano y "Ñemby" en guaraní.

## Fundación
En 1718, la región de La Frontera carecía de un núcleo urbano, y sus ranchos se encontraban dispersos y distantes entre sí, lo que propiciaba los asaltos de los guaicurúes, indígenas chaqueños que perpetraban actos de violencia y saqueo en las chacras. Motivado por esta situación, el gobernador Diego de los Reyes Balmaceda tomó la decisión de erigir una capilla, dedicada a San Lorenzo, como parte de una estrategia destinada a salvaguardar a los colonos españoles de los ataques indígenas en La Frontera.Esta fundación religiosa tuvo lugar en las faldas del cerro Ñemby y a orillas del arroyo Ñemby, según los registros del historiador Dr. Dionisio González Torres. 
A pesar de que La Frontera aún mantenía un extenso frente costero a lo largo del río Paraguay, la elección de la ubicación fue estratégica para prevenir los asaltos de los guaicurúes y agaces desde el otro lado del río. En esta nueva situación, la existencia de un punto central facilitó la organización y defensa colectiva ante posibles embestidas de los grupos chaqueños. Aunque la fecha exacta de la fundación no está certificada, se menciona que la primera capilla tenía una viga con la inscripción «abril 4 de 1718». Esta inscripción es reconocida como la probable fecha de fundación del pueblo, respaldada por el testimonio del historiador Ramón Gutiérrez. En su obra "Historia de la arquitectura en Paraguay 1537-1911", Gutiérrez respalda esta afirmación al hacer mención explícita de Félix de Azara.
La construcción de la capilla marcó el inicio de La Frontera como pueblo. Este nuevo sitio de adoración tuvo efectos importantes tanto en términos estratégicos como sociales. Regida por un líder religioso encargado de supervisar tanto las actividades agrícolas como ganaderas, la capilla cohesionó a la comunidad, dando origen a un reducido caserío. Este nuevo núcleo urbano se categorizó como un "pueblo de españoles" o "pueblo capillero" debido a su vinculación con la capilla.
Con el transcurso del tiempo, la denominación de La Frontera incorporó la devoción a su santo, San Lorenzo, culminando en su designación definitiva como San Lorenzo de La Frontera. En cuanto al cambio de nombre,de San Lorenzo de La Frontera a Ñemby, ocurrió en la década de 1940 con el objetivo de evitar confusiones con el vecino pueblo de San Lorenzo del Campo Grande. Este cambio de nombre no solo evitó confusiones con su vecino, sino que también permitió a la ciudad recuperar su antigua denominación guaraní. Este cambio ayudó a fortalecer su identidad única y a conectarse con sus raíces culturales y lingüísticas.

## Historia

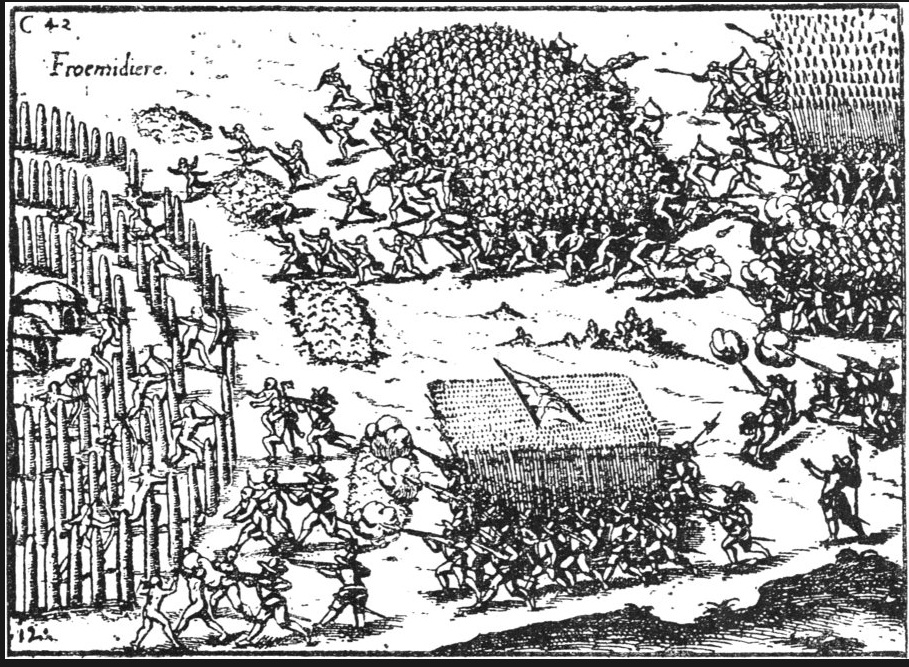
En el libro "Viaje al río de la Plata (1534-1554)" de Ulrico Schmidl, se encuentra una ilustración que ofrece la imagen más antigua conocida de La Frontera. Esta ilustración representa la batalla que tuvo lugar en el pueblo en 1545, en la que los carios defendieron su poblado fortificado con hileras de postes mientras se enfrentaban al ataque de los españoles y sus aliados, los indios yapirús y guatatás.

### Los carios de Ñemby
Los carios eran un grupo indígena guaraní muy numeroso que además de habitar en la zona de la Actual Asunción y alrededores, también estaban presentes en las zonas del norte de la región Oriental del Paraguay. Otras fracciones de carios se establecieron en áreas como el río Manduvirá, río Tebicuary, lago Ypacaraí, Quiindy, Acahay, Altos, Emboscada y Santa Catalina (actual Florianópolis). Con la llegada de los conquistadores españoles en el siglo XVI, los carios que residían en la región de Asunción, especialmente en las actuales ciudades periféricas hacia el sur (es decir, río Paraguay abajo), fueron denominados “guaraníes de Ñemby” o “carios de Ñemby” por varios historiadores e investigadores, incluyendo a Juan Francisco Aguirre,  Fulgencio R. Moreno, Antonio E. González, Gaspar Natalicio Cabrera, Alberto Duarte de Vargas, Nelson Caula, la antropóloga Branislava Sušnik y el geógrafo J.M. Kleinpenning. A pesar de ciertas discrepancias en cuanto a la terminología utilizada para describir su ubicación (“asiento de Ñemby” según Sušnik; ”parcialidad cario de Ñemby” según González, “táva de Ñemby” según Cabrera, y “comarca de Ňemby” según Duarte de Vargas), todos concuerdan en que el territorio de Ñemby, designado como el hábitat de los carios, ya estaba presente antes de la llegada de los españoles. 
En el momento del contacto con los europeos, los carios se encontraban en un estado cultural neolítico, caracterizado por la fabricación de cerámica, tejidos y herramientas de piedra y madera. Su sustento se basaba en la agricultura, la caza y la domesticación de animales, contando con numerosas comunidades establecidas de forma permanente. El nombre Ñemby fue utilizado por los españoles como La Frontera para referirse a la comarca habitada por estos guaraníes. Aunque la razón detrás de esta denominación no está esclarecida completamente, se sugiere que Ñemby marcaba el límite territorial de los guaraníes y el punto de encuentro con otras naciones indígenas. Este concepto se refleja en las palabras del primer historiador del Paraguay, Rui Díaz de Guzmán, en 1612: 

"Sebastián Gaboto llegó a un término que llaman La Frontera, por ser los límites de los guaranís, indios de aquella tierra y término de las otras naciones".

Es interesante destacar cómo algunos autores se refieren al lugar donde los indígenas carios recibieron a Gaboto utilizando el término "La Frontera", mientras que otros prefieren la denominación "Ñemby". A modo ilustrativo, en la versión de 1785 del demarcador español Juan Francisco Aguirre al respecto, se señala: 

«Gavoto prosiguió su camino hasta el paraje llamado hasta hoy Ñembi, en castellano Frontera, donde trató pacíficamente con sus naturales Guaraníes, de quienes hubo algunos bastimentos y alhajitas de oro y plata”.

### Fundación de la Casa Fuerte de Asunción en La Frontera
Está bien documentado por la historia que la Casa Fuerte de Asunción fue fundada en el paraje de La Frontera.  Esto podría haberse debido a varios motivos. En primer lugar, la región poseía una gran relevancia estratégica y agrícola, lo que la convertía en un lugar idóneo para establecer una base de operaciones. Además, los carios que la habitaban recibieron a los conquistadores europeos con amistad y generosidad, proporcionando alimentos y refugio. Dado que los carios mantenían una enemistad con los guaicurúes y agaces, indígenas chaqueños muy hostiles que habitaban al otro lado del río Paraguay, vieron en los conquistadores posibles aliados para hacer frente a estos adversarios. La alianza establecida entre los españoles y los carios, conocida como tovayá o cuñado, favoreció los matrimonios mixtos y sentó las bases para la formación de la sociedad paraguaya. 

### Conflicto del Guarnipitán
A mediados del siglo XVI, la deshumanización de las mujeres guaraníes quedó patente en las "rancheadas", incursiones violentas donde eran arrebatadas de sus comunidades para servir como sirvientas a los colonizadores. Estos eventos tuvieron un impacto drástico en la demografía de los carios, afectando su capacidad reproductiva y sometiéndolas a explotación y maltratos. 
La "Guerra del Guarnipitán" en 1545 representó un levantamiento significativo de los carios contra los españoles, destacando su valentía y habilidades militares. Una batalla crucial y sangrienta ocurrió en Ñemby, conocida como la batalla de La Frontera. Un testigo presencial de los eventos fue Ulrico Schmidl, un soldado y explorador bávaro que formó parte de las fuerzas españolas. Schmidl escribió un relato detallado de las batallas de Areguá y La Frontera, proporcionando información valiosa sobre los enfrentamientos y los acontecimientos que tuvieron lugar durante la guerra. 
Al finalizar la guerra, las comunidades carias quedaron destruidas, dando lugar a la hambruna y la pérdida de poder, marcando así el comienzo del sometimiento español y el declive del grupo guaraní de los carios. 

### Tesoros de la cultura de los carios
En 1932, el etnógrafo y naturalista francés Jehan Albert Vellard descubrió valiosos tesoros arqueológicos en Ñemby. En aquel entonces, las intensas lluvias y excavaciones casuales durante actividades agrícolas revelaban esporádicamente piezas de la cultura cario guaraní prehispánica. Vellard, encomendado en una misión gubernamental francesa en Paraguay, informó haber encontrado una vasija bellamente elaborada en un jardín detrás de la iglesia del pueblo, así como dos cuencos en un sembrado de banano cerca del cerro Ñemby y una urna funeraria en Cañadita. Las piezas, ahora resguardadas en museos parisinos, podrían considerarse para su repatriación a Ñemby.

### Separación de San Antonio y Villa Elisa de Ñemby
A inicios del siglo XX, Ñemby abarcaba un extenso territorio que llegaba hasta la ribera del río Paraguay. En esa zona costera se encontraba el paraje de San Antonio, históricamente parte del distrito ñembyense, como lo prueban diversos documentos oficiales del siglo XIX que lo citan como “jurisdicción de San Lorenzo de la Frontera”.  
El 1 de enero de 1890 se estableció allí la Colonia Bélgica de Mbocayaty, fundada por el Banco del Paraguay y del Río de la Plata, en cumplimiento de una concesión otorgada el año anterior.  Esta colonia agrícola ocupaba mil cuadras cuadradas de terreno y una franja costera de un kilómetro sobre el río Paraguay, en San Lorenzo de la Frontera o Ñemby  reservando una zona adicional para construir un puerto.  Pese a estar ubicada claramente en tierras de Ñemby, su evolución marcaría el inicio de un proceso de desmembramiento territorial que culminaría con la pérdida del acceso al río por parte del distrito madre. 
Tras la quiebra del banco, Emilio Johannsen, un directivo danés de la institución, tomó posesión de la colonia en 1893 y la rebautizó como Colonia Elisa, en homenaje a su esposa Elisa Poleska.  Johannsen la convirtió en un proyecto privado rentable, comprando tierras de colonos endeudados y alquilándolas con pagos en especie. Aun así, la colonia prosperó, y para 1903 ya albergaba unas 285 personas, produciendo grandes cantidades de maíz, mandioca, alfalfa, tabaco, carbón vegetal, caña de azúcar y frutas tropicales como piñas y banana.
En paralelo, el paraje de San Antonio comenzó a organizarse como un poblado en crecimiento. Aunque una leyenda local atribuye su fundación al alemán Conrado Goetz y al paraguayo Agustín Quiñónez entre 1897 y 1903, investigaciones históricas muestran que San Antonio ya tenía población y actividad agrícola desde el siglo XVII.  El verdadero proceso de emancipación se inició en 1901, cuando Goetz, entonces presidente de la comisión de obras del oratorio y la escuela de San Antonio, presentó ante el Congreso Nacional una solicitud para que San Antonio se separara de Ñemby y fuera reconocido oficialmente como pueblo. 
El 23 de abril de 1903, el Congreso aprobó una ley que creaba el Departamento de San Antonio,  separándolo oficialmente de Ñemby. Esta decisión tuvo un gran impacto, ya que Ñemby perdió definitivamente su salida al río Paraguay y cedió, además, el control territorial de la Colonia Elisa, que pasó a depender del nuevo municipio.
Décadas más tarde, la Colonia Elisa también buscó su independencia. El 22 de marzo de 1938, mediante el Decreto Nº 5417, fue elevada a la categoría de partido con el nombre de Villa Elisa, desligándose también de San Antonio. Así se completó el proceso de fragmentación territorial de Ñemby iniciado con la fundación de la colonia costera en 1890.

## Creación de la Junta Económica-Administrativa
La Junta Económico-Administrativa de San Lorenzo de la Frontera (hoy Ñemby) fue creada oficialmente el 2 de agosto de 1899 durante el gobierno del presidente Emilio Aceval, a través de un decreto.  Su creación fue el resultado de muchos pedidos hechos por los vecinos del pueblo, que reclamaban una mejor forma de administrar los asuntos locales.
En ese tiempo, Ñemby estaba creciendo en población y en actividad económica, pero la organización del gobierno local no seguía ese ritmo. Todas las funciones judiciales, políticas y municipales recaían en una sola persona, Aniceto Benítez, nombrado como Juez de Paz y Jefe Político de San Lorenzo de la Frontera en enero de 1899, según consta en el Registro Oficial de ese año.  Eso hacía que se demoraran muchas gestiones, y dificultaba que el pueblo pudiera avanzar. Ñemby ya tenía más de siete mil habitantes y estaba dividido en nueve compañías, por lo que los vecinos empezaron a insistir cada vez más en que se distribuyeran las responsabilidades.
Durante varios años se presentaron reclamos ante el Ministerio del Interior, pero sin obtener respuesta. Recién el 13 de julio de 1899 se produjo un cambio, cuando el diario La Prensa de Asunción publicó una carta abierta enviada desde el pueblo. La nota no estaba firmada, pero al final decía simplemente “El corresponsal”, lo que hace suponer que fue escrita por Ramón Ibáñez, vecino de Ñemby y corresponsal de La Prensa en esa época. En la carta, se describía los problemas que sufrían los vecinos por culpa de la mala administración. Se contaba, por ejemplo, que a veces el juez no estaba disponible durante varios días, ya que también cumplía funciones como jefe político, y debía salir a las compañías. También se señalaba que el pueblo tenía ingresos suficientes, pero no se usaban en beneficio de la comunidad porque no había una junta que los administrara. Como comparación, mencionaba que en Ypané y Colonia Elisa —que eran más pequeñas— ya existían juntas económicas.
| Primera parte del facsímil de la carta mecanografiada enviada desde San Lorenzo de la Frontera al diario La Prensa                                           | Segunda parte del facsímil de la carta mecanografiada enviada desde San Lorenzo de la Frontera al diario La Prensa | Tercera parte del facsímil de la carta mecanografiada enviada desde San Lorenzo de la Frontera al diario La Prensa |
| Facsímil completo de la carta mecanografiada enviada desde San Lorenzo de la Frontera al diario La Prensa en 1899, dividido en tres partes por su extensión. | | |

Además, el autor advertía que esta situación estaba afectando la economía del pueblo: un comerciante local había cerrado su negocio y otros pensaban hacer lo mismo, porque el jefe político quería aumentar exageradamente los impuestos. Todo esto hizo que los vecinos insistieran con más fuerza en la necesidad de crear una Junta Económico-Administrativa.
Cabe destacar que la carta, fechada el 7 de julio y publicada en La Prensa recién el 13 de ese mes, fue mecanografiada por el director del diario, el doctor Blas Garay, a partir del manuscrito enviado desde Ñemby. Una copia de esa carta se encuentra actualmente en la biblioteca de la Fundación Huellas de la Cultura Paraguaya.  En la Hemeroteca Nacional Carlos Antonio López de Asunción, el ejemplar original del diario de esa fecha ya no se puede consultar por su avanzado estado de deterioro.
Gracias a la presión de esta carta y a las gestiones que venían haciendo los vecinos, el presidente Aceval firmó el decreto presidencial que creó la junta el 2 de agosto de 1899. En ese mismo decreto también se creaba una junta similar para la ciudad de Horqueta. Para Ñemby (entonces San Lorenzo de la Frontera), fueron nombradas las siguientes personas:
| Cargo           | Nombre            |
| --------------- | ----------------- |
| Presidente      | Merardo Morales   |
| Vicepresidente  | Pedro Franchisena |
| Miembro titular | José M. Delvalle  |
| Miembro titular | Conrado Goetz     |
| Miembro titular | Manuel Gómez      |
| Miembro titular | Venancio González |

La Junta Económico-Administrativa asumió funciones parecidas a las de una municipalidad, como encargarse del uso de los recursos locales y trabajar por el bienestar del pueblo.

### Primer intendente de Ñemby
El primer intendente de Ñemby fue Pedro Regalado Bogarín, designado por el Poder Ejecutivo el 28 de agosto de 1984. Mediante el Decreto Ley Nº 5.129, emitido el 25 de julio de 1984, se elevó al pueblo de Ñemby a Municipio de Primera Categoría. Tras la caída del régimen de Alfredo Stroessner, el primer intendente elegido democráticamente fue Enrique Hugo Delvalle García, quien asumió el cargo en fecha 17 de diciembre de 1991.  Desde entonces, la elección de intendentes se ha llevado a cabo mediante procesos democráticos, permitiendo la participación activa de la comunidad en la designación de sus representantes municipales.

## Gobierno y heráldica
La ciudad cuenta con un cuerpo gubernamental liderado por un Intendente y una Junta Municipal compuesta por 12 miembros, quienes son elegidos para un mandato de 5 años. Adicionalmente, dos Concejales Departamentales son designados para representar al municipio en la Gobernación de Central. Actualmente, el Intendente en funciones es Tomás Olmedo, miembro de la Asociación Nacional Republicana (ANR). 
La bandera del distrito tiene las mismas dimensiones que el Pabellón Nacional, compuesta por dos colores: bordó y blanco. El tono bordó representa la capa del Santo Patrono San Lorenzo, mientras que el color blanco simboliza la paz y la pureza. Ambas franjas tienen dimensiones iguales. 

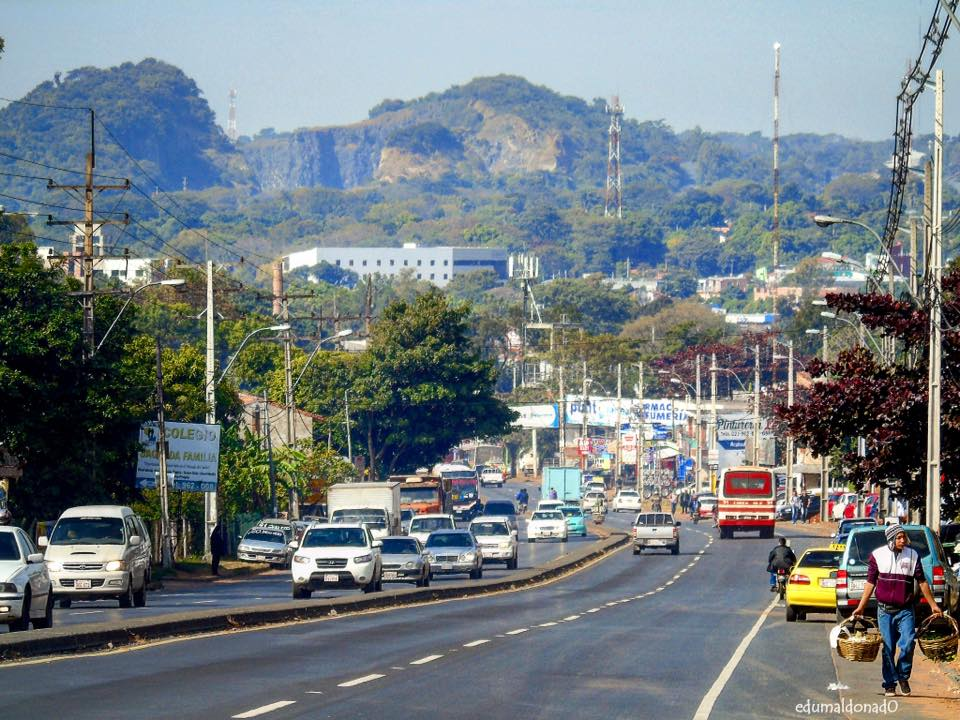
Vista panorámica de la avenida Acceso Sur (PYO1) adentrándose en la ciudad de Ñemby, con el imponente cerro Ñemby destacándose en el horizonte.

El escudo distrital, ubicado en el centro de la bandera, presenta un diseño circular sobre los colores bordó y blanco. Está compuesto por seis estrellas que representan a las compañías Salinas, Mbocayaty, Pa'i Ñu, Rincón, Cañadita y Caaguazú, los barrios más antiguos del distrito. Este distintivo también incorpora símbolos que reflejan la naturaleza de Ñemby, como el cerro, los arroyos, la tierra y el cocotero. La parrilla en el escudo simboliza el martirio de San Lorenzo, mientras que el cerro representa al Cerro Ñemby, y la planta de cocotero rinde homenaje a los inicios de Ñemby. La bandera distrital, considerada una de las más hermosas del departamento Central, ondea con orgullo en todas las instituciones públicas de Ñemby. 

## Geografía
La ciudad se encuentra en un punto elevado del Departamento Central. Alcanza su mayor elevación en el cerro Ñemby, con tres colinas bastante diferenciadas entre sí divididas por el Arroyo Ñemby y sus afluentes. 
La ciudad es mediterránea, pero cuenta con accesos a los puertos de la ciudad de San Antonio. Limita al norte con la ciudad de San Lorenzo, al este con la ciudad de Capiatá, al sur con San Antonio y al oeste con Villa Elisa. 

## Demografía
Este distrito se distingue por su estilo de vida predominantemente urbano, con una población en su mayoría compuesta por individuos que trabajan en Asunción. Sin embargo, es importante señalar que una considerable proporción de residentes también se desempeña laboralmente y ha emprendido negocios dentro de la propia ciudad. De acuerdo con la cartografía oficial del INE, Ñemby comprende 11 barrios urbanizados o en proceso de urbanización, destacándose por una significativa presencia de espacios verdes. 
A partir del año 2000, se ha observado la creación de varios barrios populares con viviendas de bajo costo en este distrito, gracias al apoyo extranjero. Entre los países que han desempeñado un papel destacado en este aspecto se encuentra el Gobierno de Taiwán, respondiendo a las demandas de sectores que enfrentan dificultades para acceder a una vivienda propia. 
En el año 2015, Ñemby se consolidó como la tercera ciudad con la mayor cantidad de asentamientos en el departamento Central, contando con un total de 3,001 viviendas que albergaban a miles de familias. A pesar de su tamaño modesto, Ñemby experimentó una transformación notable en su paisaje urbano y suburbano a lo largo de los años. 

Barrios de Ñemby

| 1  | Villa Anita  |
| 2  | Mbokajaty    |
| 3  | Salinas      |
| 4  | Centro       |
| 5  | Vista Alegre |
| 6  | 3 de mayo    |
| 7  | Pa'i Ñu      |
| 8  | Rincón       |
| 9  | Los Naranjos |
| 10 | Caaguazú     |
| 11 | Cañadita     |

## Clima
Ñemby tiene según la clasificación climática de Köppen un clima subtropical húmedo (Cfa) con verano caluroso y casi bochornoso, otoño y primavera cálidos e invierno relativamente templado.
La temperatura media anual es de 25-30 °C.
El mes más frío es julio y el más caluroso es enero. Las lluvias son comunes en gran parte del año; solo junio y julio son semisecos mientras los demás meses son lluviosos.
| Parámetros climáticos promedio de Ñemby (Paraguay) | Parámetros climáticos promedio de Ñemby (Paraguay) | Parámetros climáticos promedio de Ñemby (Paraguay) | Parámetros climáticos promedio de Ñemby (Paraguay) | Parámetros climáticos promedio de Ñemby (Paraguay) | Parámetros climáticos promedio de Ñemby (Paraguay) | Parámetros climáticos promedio de Ñemby (Paraguay) | Parámetros climáticos promedio de Ñemby (Paraguay) | Parámetros climáticos promedio de Ñemby (Paraguay) | Parámetros climáticos promedio de Ñemby (Paraguay) | Parámetros climáticos promedio de Ñemby (Paraguay) | Parámetros climáticos promedio de Ñemby (Paraguay) | Parámetros climáticos promedio de Ñemby (Paraguay) | Parámetros climáticos promedio de Ñemby (Paraguay) |
| Mes                                                | Ene.                                               | Feb.                                               | Mar.                                               | Abr.                                               | May.                                               | Jun.                                               | Jul.                                               | Ago.                                               | Sep.                                               | Oct.                                               | Nov.                                               | Dic.                                               | Anual                                              |
| -------------------------------------------------- | -------------------------------------------------- | -------------------------------------------------- | -------------------------------------------------- | -------------------------------------------------- | -------------------------------------------------- | -------------------------------------------------- | -------------------------------------------------- | -------------------------------------------------- | -------------------------------------------------- | -------------------------------------------------- | -------------------------------------------------- | -------------------------------------------------- | -------------------------------------------------- |
| Temp. máx. abs. (°C)                               | 47                                                 | 39                                                 | 37                                                 | 35                                                 | 33                                                 | 32                                                 | 30                                                 | 31                                                 | 40                                                 | 40                                                 | 39                                                 | 40                                                 | 47                                                 |
| Temp. máx. media (°C)                              | 35                                                 | 33                                                 | 30                                                 | 25                                                 | 23                                                 | 20                                                 | 18                                                 | 25                                                 | 27                                                 | 29                                                 | 29                                                 | 31                                                 | 27.1                                               |
| Temp. mín. media (°C)                              | 23                                                 | 22                                                 | 19                                                 | 17                                                 | 12                                                 | 10                                                 | 7                                                  | 11                                                 | 15                                                 | 18                                                 | 20                                                 | 22                                                 | 16.3                                               |
| Temp. mín. abs. (°C)                               | 12                                                 | 11                                                 | 9                                                  | 5                                                  | 2                                                  | -1.2                                               | -1                                                 | 0                                                  | 3                                                  | 5                                                  | 7                                                  | 10                                                 | -1.2                                               |
| Precipitación total (mm)                           | 136                                                | 133                                                | 177                                                | 126                                                | 116                                                | 86                                                 | 89                                                 | 99                                                 | 106                                                | 117                                                | 138                                                | 144                                                | 1467                                               |
| Días de precipitaciones (≥ 1.0 mm)                 | 8                                                  | 7                                                  | 15                                                 | 8                                                  | 7                                                  | 7                                                  | 4                                                  | 5                                                  | 6                                                  | 8                                                  | 10                                                 | 8                                                  | 83                                                 |
| Horas de sol                                       | 276                                                | 246                                                | 254                                                | 228                                                | 205                                                | 202                                                | 195                                                | 223                                                | 204                                                | 242                                                | 270                                                | 295                                                | 2803                                               |
| [cita requerida]                                   |                                                    |                                                    |                                                    |                                                    |                                                    |                                                    |                                                    |                                                    |                                                    |                                                    |                                                    |                                                    |                                                    |

## Economía

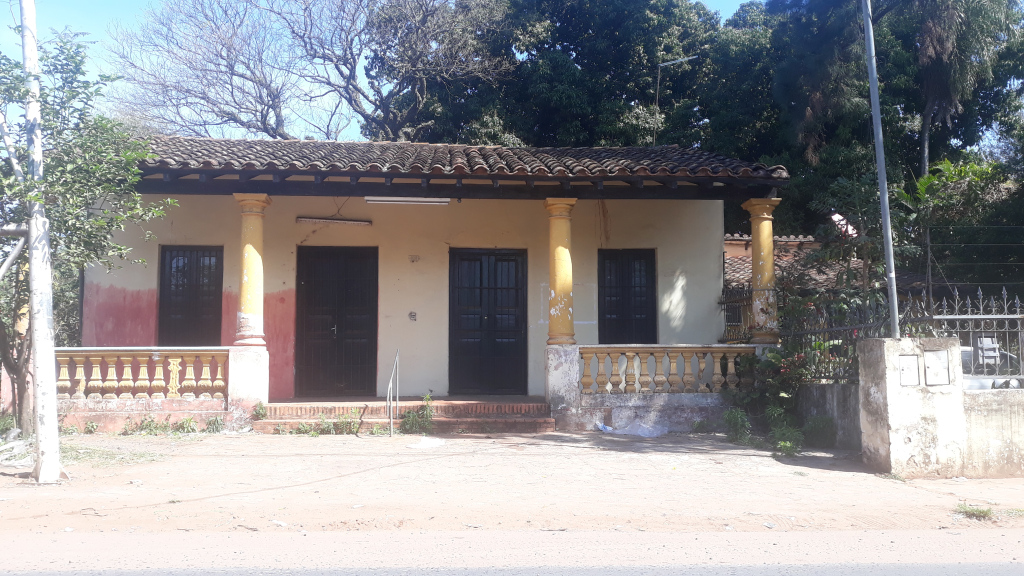
Casona antigua del centro histórico.

Durante mediados del siglo XX, Ñemby experimentó un período próspero basado en su actividad agrícola tradicional.  A pesar de las transformaciones en la sociedad, la aparición de infraestructuras comerciales, la introducción de servicios y la llegada de empresas mineras que iniciaron la explotación de la cantera del cerro,  Ñemby siguió siendo un pueblo agrícola, destacándose los cultivos de piña, banana, naranja, algodón y caña dulce. En 1942, había un total de 458 parcelas agrícolas en Ñemby, muchas de ellas familiares, distribuidas en diferentes barrios. Algunos agricultores carecían de herramientas básicas y una parte trabajaba fuera de las parcelas. La mandioca era el cultivo más importante, seguido de otras frutas y vegetales. A medida que avanzaba el siglo y se desarrollaban infraestructuras comerciales y de servicios, Ñemby mantenía una conexión con la tierra y la agricultura. 
En 1971, los tamberos se reunían para discutir la producción de forraje y el cuidado del ganado lechero. Se promovieron nuevos cultivos como las frutillas, y se brindaron apoyos y créditos a los agricultores. Aunque el antiguo mundo agrícola está desapareciendo, todavía se pueden encontrar pequeñas granjas y cultivos familiares en distintos barrios de la ciudad, siendo la mandioca, el maíz, la banana y el poroto algunos de los alimentos que se producen para consumo propio. 

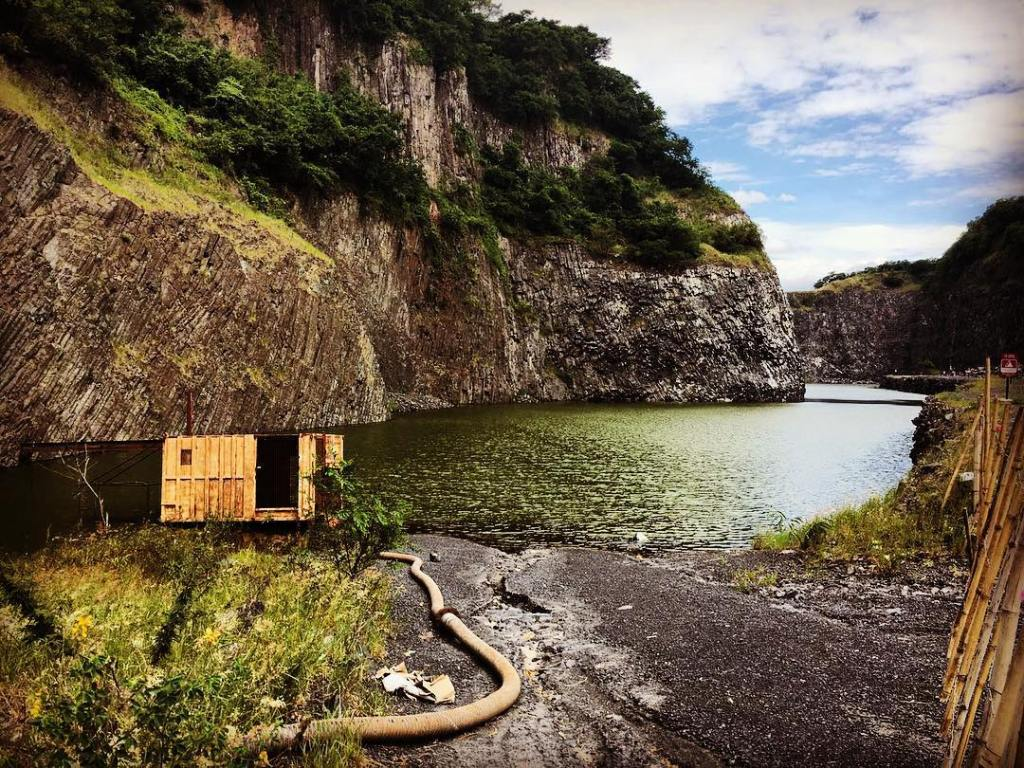
El cerro Ñemby es la mayor atracción de la ciudad.

## Infraestructura y equipamiento urbano

### Básica y secundaria
Ñemby cuenta con un total de 109 instituciones educativas públicas, 73 privadas y 23 subvencionadas, proporcionando una amplia oferta educativa que atiende las diversas necesidades de la comunidad. 

### Educación superior
Ñemby alberga destacadas universidades privadas, entre las que se incluyen la Universidad Tecnológica Intercontinental (UTIC), la Universidad Politécnica y Artística del Paraguay (UPAP), la Universidad Técnica de Comercialización y Desarrollo (UTCD), la Universidad Americana y la Universidad Española. 

### Servicios bancarios
En el ámbito de servicios bancarios, Ñemby dispone de tres entidades financieras en funcionamiento: Banco Visión, Banco Familiar y Banco Nacional de Fomento. Además, la ciudad alberga sucursales de reconocidas instituciones financieras como El Comercio y Paraguayo Japonesa. Entre las cooperativas más destacadas se encuentran la Cooperativa Ñemby, así como Medalla Milagrosa, Nazareth y la Cooperativa Universitaria. 

### Servicios públicos de salud
En 1948, el Puesto Sanitario de Ñemby evolucionó para convertirse en un Centro de Salud bajo la supervisión del Departamento de Centros de Salud del Ministerio de Salud Pública y Bienestar Social. Posteriormente, en 2004, alcanzó la categoría de Hospital Distrital con el nombre de Nuestra Señora de Lourdes. 
Actualmente, el Hospital distrital de Ñemby ofrece servicios de atención médica a cargo de más de 30 profesionales capacitados en diversas especialidades. Entre las especialidades destacadas se incluyen pediatría, clínica médica, cirugía, ecografías, gineco-obstetricia, neumología de adultos, oftalmología, reumatología, gastroenterología, mastología, hematología, traumatología, urología y diabetología.  El hospital experimenta un constante crecimiento tanto en infraestructura como en equipamiento y servicios, gracias al respaldo financiero proporcionado por el Ministerio de Salud Pública y Bienestar Social, la municipalidad y la colaboración de la comunidad organizada. 

### Cementerios
La ciudad dispone de dos cementerios municipales: el Eternidad, ubicado en el barrio Vista Alegre con 5000 lotes, y el Campo de la Paz, situado en el barrio Caaguazú con 8000 lotes.  Además, se encuentra disponible el cementerio privado Ñemby, con 1000 lotes, también en el barrio Caaguazú. 

### Mercados
En Ñemby existe un mercado Municipal, conocido popularmente como "el mercadito". 

### Orden público
Está garantizado por la comisaría 7.ª Central, por la comisaría 55 de Vista Alegre, por la comisaría 58 de Mbocayaty, y la sub-comisaría 8 del barrio Cañadita. 

### Justicia
El distrito cuenta con un Juzgado de Paz y una sede del Ministerio Público. En esta unidad fiscal están consignadas la Unidad Penal Ordinaria Número 1 y de Juegos de Azar, la Unidad Penal Ordinaria Número 2, la Unidad Penal Ordinaria Número 3 y Delitos Electorales, Hechos Punibles que involucren a Adolescentes en conflicto con la ley en San Antonio, Villa Elisa, Ñemby y Lambaré, y la Unidad Especializada de lucha contra el Narcotráfico.

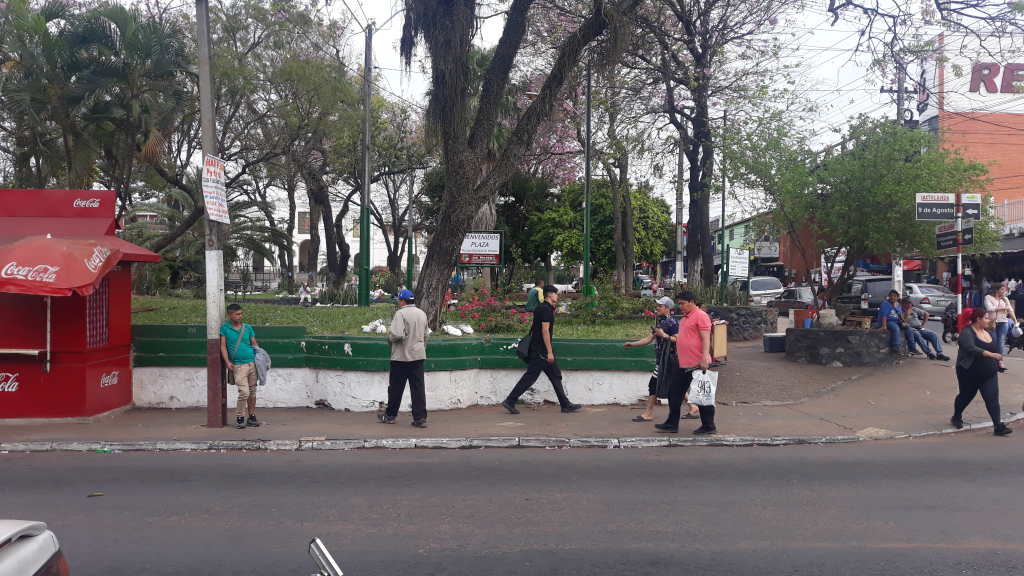
Transeúntes en el centro de la ciudad.

### Deportes
En la actualidad, en Ñemby existen 4 clubes de fútbol importantes que participan en distintas categorías del futbol paraguayo. Ellos son: club 6 de enero, fundado el 6 de enero de 1930, club Fulgencio Yegros, fundado el 14 de mayo de 1924, club Cristóbal Colón, fundado el 12 de octubre de 1925, y club Teniente Fariña, fundado el 24 de junio de 1921. 
Además del fútbol, la ciudad cuenta con la práctica de otras disciplinas deportivas como el fútbol de salón, representado por los clubes agrupados en la Federación Ñembyense de Fútbol de Salón,  el básquetbol a cargo de la Escuela de Básquetbol Ñemby,  y el balonmano, practicado bajo la Federación Handball Ñemby, entre otras.

### Templos católicos
En el corazón de la ciudad, detrás de la Plaza Fulgencio Yegros, se encuentra la iglesia principal, erigida en honor a San Lorenzo y con una historia que se remonta a su fundación en 1718. Además, Ñemby cuenta con 38 capillas distribuidas en diversos barrios. 

### Medios de comunicación
Por mucho tiempo, la principal fuente de comunicación en Ñemby fue la radio homónima, transmitiendo en la frecuencia 88.3 FM y alcanzando diversas ciudades cercanas, incluso extendiéndose hasta la capital, Asunción. Esta radio icónica, fuente inagotable de la música tropical en Paraguay, fue establecida en 1994 por Nilda Bogarín.  Asimismo, en la ciudad se encuentra la radio América 1480 AM,  y la torre transmisora de la reconocida radio Cáritas 680 AM.  En la actualidad, se ha experimentado un notable cambio con la incorporación de diversos medios de comunicación ñembyenses en línea, los cuales difunden una variedad de contenidos que abarcan desde noticias, política, deportes, cultura e historia hasta entretenimiento. Algunos de los medios destacados en este panorama digital incluyen El Búho TV,  NTR,  El nuevo paraguayo, Canal E  Ñemby Noticias y El Guardián de Ñemby.  Con estos medios online, la comunidad tiene más noticias y entretenimiento al alcance.

### Transporte
La ciudad dispone de una red de transporte público, conectándola con sus ciudades vecinas y la capital, Asunción. Asimismo, cuenta con servicios de autobuses internos que facilitan la comunicación a nivel barrial. Ñemby está geográficamente dividida por la Ruta PY01 (Acceso Sur hasta julio de 2019, anteriormente conocida como Ruta Ñemby), una vía vital que conecta Asunción con la ciudad de Encarnación. Esta ruta es complementada por una densa red de caminos y avenidas que facilitan la movilidad dentro de la ciudad. 

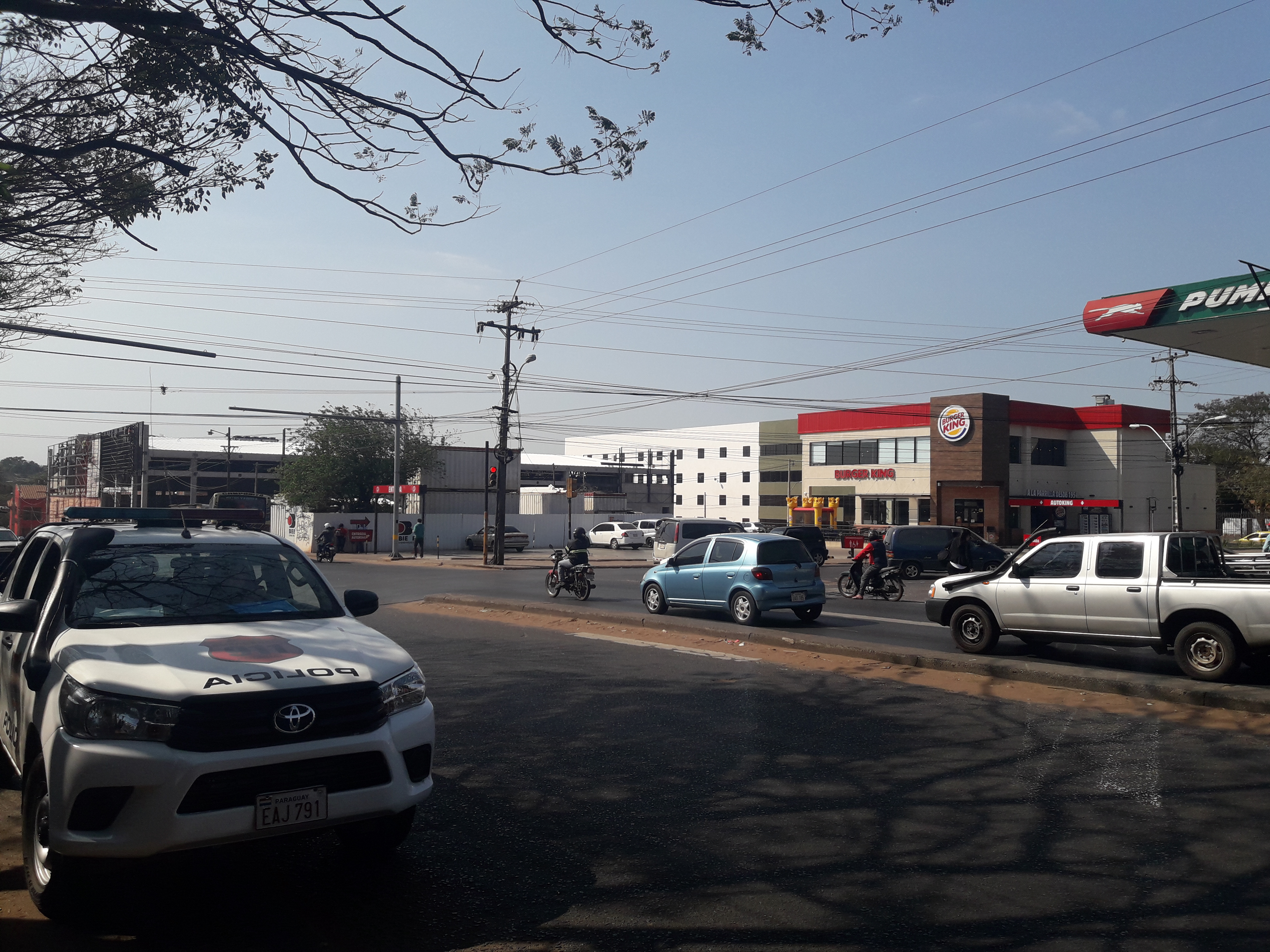
Ñemby se halla en pleno proceso de crecimiento urbanístico, comercial e industrial.

Las líneas de transporte interurbano que atraviesan la ciudad son: 
- Línea 2 (Ñemby-San Lorenzo-Luque).
- Línea 3 Interno (Ñemby-San Antonio).
- Línea 10 Interno (Ñemby-Fernando de la Mora).
- Línea 14 (Línea 38 actualmente) (Thompson-Ñemby-Asunción).
- Línea 15-2 (Ñemby-Asunción).
- Línea 15-3 (San Antonio-Ñemby-Asunción).
- Línea 18-1 (Thompson-Ñemby-San Lorenzo/4 mojones-Asunción).
- Línea 88 (Villeta/Ñemby-Asunción).
- Línea 18 Lince: (Villeta/Ypané-Ñemby-San Lorenzo/4 mojones-Asunción).
- Línea 38 (Ypané-Ñemby-Asunción).
- Línea 47 (Guarambaré-Ñemby-Asunción).
- Línea 54-2 (Guarambaré-Ñemby-Lambaré).
- Línea 85 (Ypané-Ñemby-Asunción).
- Línea 233 (Villeta-Ñemby-Asunción).

## Industria y comercio
A finales del siglo XIX, San Lorenzo de La Frontera o Ñemby experimentó sus primeros cambios en la transformación de materias primas, destacándose la fabricación de almidón, aceite de coco, tejidos de algodón, ladrillos y tejas.  Hacia 1914, el distrito ya albergaba almacenes, olerías, locales de servicios y una importante fábrica de azúcar.  No obstante, se evidenciaba un rezago en el desarrollo comercial e industrial en comparación con localidades vecinas, a pesar de su histórico enfoque agrícola.
Fue casi a finales del siglo XX cuando la ciudad experimentó un notable progreso, destacado por la introducción de servicios esenciales, tales como la llegada de la electricidad en 1972, la construcción de carreteras asfaltadas en el mismo año y el suministro de agua corriente en 1980. Este período sin precedentes impulsó el crecimiento urbano y la densificación de los barrios, propiciando el desarrollo de la actividad comercial e industrial en el municipio. 
En las últimas décadas del siglo XX, se establecieron importantes empresas en Ñemby, como Industrias Reunidas Ñemby (fábrica de plásticos),  Embotelladora Central S.A. (franquicia de Arci Cola), Paraguay Refrescos S.A. (fábrica de productos Coca-Cola),  Conpar S.A. (prefabricados de hormigón), Envases Paraguayos S.A. "Envapar" (fábrica de plásticos), Itarendy S.A. (fábrica de electrodos), empresa de Transporte "29 de setiembre Boquerón S.R.L. línea 18, Cartón Box Del Paraguay S.A. (primera industrializadora de papel higiénico del Paraguay),  entre otras.
Hacia 1993, Ñemby albergaba 18 plantas industriales y para 1997, contaba con 2488 establecimientos comerciales en diversas áreas como la minería, la agricultura, la caza, la pesca, la ganadería, los servicios, las finanzas, la construcción y el transporte. Con la llegada del nuevo milenio, la presencia de industrias y empresas multinacionales en Ñemby se incrementó. Empresas como Chemtec S.A. (formuladora de agroquímicos), Brassur S.A. (dedicada al reciclaje de metales), Supermercado Real I, Supermercado Gran Vía, Arcángel S.A. (productora de alimentos), Pro-Textil SACI (hilandería), Mercotec (proveedora de repuestos para automóviles y motocicletas),  Kim's Towel (primera fábrica de toallas del país),  Supermercado Real II, Burger King,  Supermercado Superseis, entre otras, se establecieron en la ciudad. Este crecimiento continuado marcó una nueva etapa en la historia industrial y comercial de Ñemby.

## Recursos naturales

### Hidrografía
Está conformada por el arroyo Ñemby, también llamado Guazú, que nace en San Lorenzo. Posee un recorrido de 10.4 kilómetros hasta su desembocadura en el río Paraguay. El arroyo Paí Ñú forma parte de su cuenca. El acuífero Patiño cubre el 100 % del territorio de Ñemby. 

### Orografía
La ciudad cuenta con un cerro y tres colinas. La altura original del cerro Ñemby, antes llamado Caaguazú, era de 206 metros; actualmente, es de 156 m. Es un volcán apagado, y su edad es de 45 000 000 de años. Originalmente, su forma era cónica; actualmente, está cubierto de tupida vegetación al Este y Oeste. Durante un periodo de 53 años, se llevó a cabo la explotación del cerro con el objetivo de extraer piedra basáltica, un material utilizado extensamente en la pavimentación de carreteras. Esta actividad dejó un impacto significativo en el paisaje serrano, llegando a devastar prácticamente la totalidad del interior y la parte frontal norte del cerro. 

## Cultura
En los últimos años, el cerro Ñemby, tras su proceso de recuperación, se ha convertido en escenario de diversas expresiones artísticas y culturales. Destacando entre ellas, el espectáculo de representación del Viacrucis, acompañada por el cántico de los estacioneros. Desde mediados del siglo XX, estos músicos han sido una de las principales atracciones turísticas durante la Semana Santa en Ñemby, atrayendo no solo a visitantes locales sino también a turistas y periodistas de distintas partes del mundo. 
El lago artificial de tono esmeralda, formado por la acumulación de lluvia sobre un lecho arcilloso en el centro del cerro, se ha convertido en una maravilla natural y una atracción exclusiva para quienes exploran la ciudad de Ñemby. 
Entre los lugares más emblemáticos se encuentran el Colegio Pablo Patricio Bogarín, el estanque con peces en la plaza central Fulgencio Yegros y la primera pista de skateboarding con medidas oficiales en el país,  ubicada en la plaza de la Virgen de Schoenstatt. Además, inmuebles como la escuela Carlos Antonio López, el templo parroquial de San Lorenzo y la Casa de la Cultura, que anteriormente albergaba las tareas administrativas de la ciudad, han sido declarados patrimonios de la ciudad, todos situados en el núcleo central de Ñemby.
La ciudad también alberga la Orquesta de Cámara Ñemby, fundada en 2005, miembro de la prestigiosa Red de Sonidos de la Tierra. Desde sus inicios, la orquesta se ha dedicado a enaltecer el arte y la cultura de Ñemby, colaborando en eventos solidarios y presentaciones para recaudar fondos. 
La actividad cultural se manifiesta también a través de museos como el Museo Municipal en la Casa de la Cultura, el Centro Histórico Cultural Sapucai  y el museo Histórico Simeón Denis. Estos museos promocionan y exhiben reliquias históricas de Ñemby y Paraguay, además de organizar charlas y conferencias sobre la cultura, las artes y la historia del país. Otro punto cultural destacado es la Biblioteca Municipal Digital, conocida como Centro Cultural Digital Departamental y Municipal,  que ofrece cursos de mediante convenios entre la Municipalidad de Ñemby, la Gobernación, el SNPP, la Sinafocal, entre otras instituciones. 
Dos figuras destacadas que han contribuido significativamente a la educación y preservación de la historia y la cultura de Ñemby son la profesora Elvira Benigna Rolandi Duarte de Granado y el distinguido profesor Juan Alberto Riveros. La profesora Rolandi Duarte de Granado dejó su huella enseñando en el Colegio Carlos Antonio López, el Colegio Divino Niño Jesús y, tras su jubilación, continuó en el Colegio Privado José Meza. Por otro lado, el profesor Juan Alberto Riveros se ha destacado como rescatista y promotor de la historia y cultura de Ñemby, siendo una de las figuras más antiguas, representativas y respetadas en la comunidad.